# 앨리슨 스위니
앨리슨 스위니(Alison Sweeney, 1976년 9월 19일 ~ )는 미국의 배우이다.

## 출연 작품
- 도전! FAT 제로 (2004)
- 프렌즈 (1994)
- 엄마의 새출발 (1989)
- 우리 생애 나날들 (1965)